# Martín Kindgard
Martín Alberto Kindgard (Jujuy, 15 dicembre 1986) è un pallavolista argentino naturalizzato italiano, palleggiatore del Porto Viro.

## Carriera
La carriera di Martín Kindgard inizia a livello giovanile nella Sociedad Española de Jujuy, dove gioca per tre anni. Nel 2004, poco prima di compiere diciotto anni, si trasferisce in Italia, giocando nella seconda squadra del Volley Brolo, impegnata in Serie D; promosso in prima squadra un anno dopo, gioca la Serie B2 nella stagione 2005-06, ottenendo la promozione in Serie B1, giocando in questa categoria col club siciliano per due annate.
Nel campionato 2008-09 partecipa alla Serie A2 con La Fenice Volley Isernia, che lascia nel campionato seguente, nel quale ottiene la promozione dalla B1 alla serie cadetta con la Top Volley Gela. Nella stagione 2010-11 milita per la prima volta in Serie A1, ingaggiato dalla Callipo Sport di Vibo Valentia, che lascia nella stagione successiva per militare in un altro club calabrese, il Corigliano Volley, nuovamente in Serie A2.
Nel campionato 2012-13 è nuovamente nella massima divisione italiana, questa volta difendendo i colori della New Mater Volley di Castellana Grotte; tuttavia dopo qualche mese lascia il club per motivi personali. Ritorna in campo nel campionato seguente, quando gioca per la prima volta la Liga Argentina de Voleibol col Club Atlético Sarmiento. 
Dopo un'annata di inattività, viene ingaggiato per la stagione 2015-16 dal Puerto San Martín Vóley, che lascia nella stagione seguente per tornare a calcare i campi della Serie A2 italiana, ingaggiato dalla neopromossa Rinascita Volley '78 Lagonegro, dove tuttavia milita solo fino a gennaio 2017, prima di fare ritorno in Argentina per finire l'annata con l'UPCN Vóley Club di San Juan. Per il campionato 2017-18 è nuovamente al club di Lagonegro; sempre in Serie A2 gioca per il New Real Gioia nella stagione 2018-19 e, in Serie A3, per il Porto Viro a partire dalla stagione 2019-20.